# أحمد مفلح
أحمد مفلح مواليد 18 يناير 1987 في أبها ، السعودية، هو لاعب كرة قدم سعودي يلعب في نادي المصيف.
كانت بداياته مع نادي أبها و لعب بعدها لأندية الأهلي والفتح و نجران والتعاون و الشعلة و الحزم و عاد إلى أبها عام 2014 و بعدها لعب مع النجمة وعاد مرة أخرى إلى نادي أبها عام 2016 و لعب معهم موسمين .

## روابط خارجية
- أحمد مفلح على موقع قاعدة بيانات كرة القدم.إي يو (الإنجليزية)
- أحمد مفلح على موقع Soccerway.com (الإنجليزية)
- أحمد مفلح على موقع كووورة